# Индикаторная диаграмма
Индикаторная диаграмма — для различных поршневых механизмов графическая зависимость давления в цилиндре от хода поршня (или в зависимости от объёма, занимаемого газом или жидкостью в цилиндре). Индикаторные диаграммы строятся при исследовании работы поршневых насосов, двигателей внутреннего сгорания, паровых машин и других механизмов.

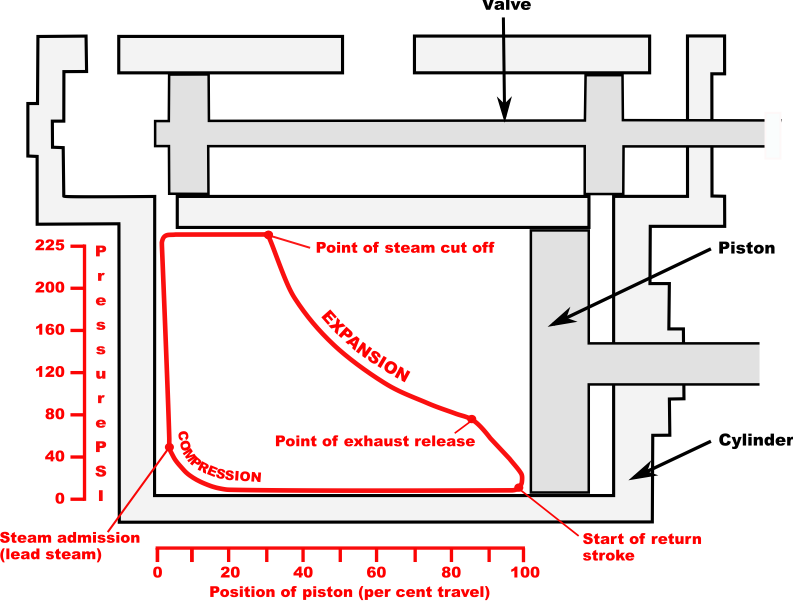
Индикаторная диаграмма парового двигателя паровоза (показана замкнутой красной линией)

Индикаторная диаграмма представляет собой замкнутую линию. По оси абсцисс откладывают величину хода поршня (или объём рабочей среды), а по оси ординат — давление.
По форме индикаторных диаграмм можно судить об исправности механизма, и при отклонении от нормальной формы диаграммы можно определять - в чём именно заключается неисправность. Иными словами, индикаторные диаграммы используют в технической диагностике поршневых механизмов.
Кроме того, с помощью индикаторных диаграмм можно определять индикаторную мощность и определять КПД механизма.
Термин "индикаторная диаграмма" применяется также в нефтегазовой промышленности по отношению к нефтяным и газовым скважинам, где он носит иной смысл.

## История
Методика индикаторных диаграмм получила развитие благодаря Джеймсу Ватту и его наёмному работнику Джону Соузерну (1758-1815), которые использовали их для улучшения КПД двигателей. В 1796 году Соузерн использовал простой, но несовершенный, метод получения диаграмм путём прикрепления планки таким образом, чтобы она двигалась синхронно с поршнем, и так измерялся "объём" оси, вдоль которой двигался поршень, в то время как карандаш, связанный с измерителем давления, двигался в перпендикулярном поршню направлении, отслеживая таким образом "давление".

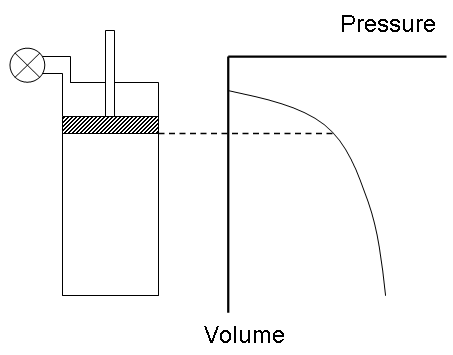
Индикаторная диаграмма Ватта

Ватт использовал индикаторную диаграмму, чтобы осуществить радикальные улучшения паровых двигателей, и долго держал их в секрете как коммерческую тайну.